# Riester (Schuhmacherhandwerk)
Riester ist ein Begriff des Schuhmachers und bezeichnet einen Flicken aus Leder, mit dem bei der Stiefelreparatur eine schadhafte Stelle am Oberleder (Schaftleder) beseitigt oder überdeckt wird.
Das Lederstück wird passend zum umgebenden Leder aus Resten der Schuhfabrikation ausgewählt und passend zum Stiefel meist rund oder geschwungen zugeschnitten. Befestigt wird der Riester entweder mit einer Fadennaht durch manuelles oder maschinelles Annähen (fachlich: Ansteppen) oder (wesentlich häufiger) durch Ankleben. Der Riester sollte nach Möglichkeit nicht ins Auge fallen, keine Falten werfen und sich auch sonst kaum bemerkbar machen.
Darüber hinaus werden mit „Riester“ (mask.) auch Flicken anderer Art bezeichnet, zum Beispiel bei Reparaturen einer Ziehharmonika, ebenso als Ellenbogenschoner eines Ärmels.
„Riester“ (neutr.) bezieht sich auf einen Teil des Pfluges. Siehe auch die Begriffsklärungsseite Riester.